# Уандер, Стиви
Сти́ви Уа́ндер (англ. Stevie Wonder; настоящее имя Сти́вленд Ха́рдэуэй Мо́ррис (англ. Stevland Hardaway Morris); 13 мая 1950 года, Сагино, Мичиган) — американский соул-певец, композитор, пианист, барабанщик, харпер, музыкальный продюсер и общественный деятель, оказавший огромное влияние на развитие музыки XX века, страдающий слепотой. 25-кратный лауреат премии «Грэмми». Один из основоположников современного соула и R’n’B. Стиви — один из самых известных вокалистов в мире, его постоянно включают в «списки лучших вокалистов всех времён». Ослеп вскоре после рождения, в возрасте одиннадцати лет подписал свой первый контракт со звукозаписывающей корпорацией Motown Records и продолжает выступать и записываться на ней по сей день. Стиви Уандер является музыкантом-мультиинструменталистом: обладает вокальным диапазоном в четыре октавы и невероятно сложной вокальной техникой, виртуозно владеет роялем и всеми видами синтезаторов, ударной установкой, кларнетом, губной гармоникой. Стиви Уандер добился выдающихся успехов на музыкальном поприще, будучи слепым. Наряду с Рэем Чарльзом Стиви Уандер является самым известным слепым музыкантом в мире.
Некоторые наиболее известные песни Стиви Уандера: «My Cherie Amour», «For Once in My Life», «Pastime Paradise», «Superstition», «Living For The City», «Skeletons», «All In Love Is Fair», «Sir Duke», «I Wish», «Isn't She Lovely». В России наибольшей известностью пользуется песня «I Just Called to Say I Love You». Наиболее известные альбомы «классического периода»: Talking Book, Innervisions и Songs in the Key of Life. Уандер записал более тридцати хитов, входивших в первую десятку в чартах США, написал более 2000 песен и получил рекордные 25 премий «Грэмми», присуждаемые за высшие достижения в области звукозаписи. Также он известен своей работой в качестве политического активиста, в том числе его кампанией 1980 года о придании дню рождения Мартина Лютера Кинга статуса национального праздника в США. По этому случаю Уандер, который уже был к тому времени известным защитником прав афроамериканцев, записал песню «Happy Birthday», целиком посвящённую кампании в поддержку праздника. В 2009 году Стиви Уандер был объявлен посланником ООН. В 2008 году журнал Billboard опубликовал список «100 лучших артистов всех времён», в котором Уандер занял пятую строчку.
Стиви Уандера называют одним из величайших музыкантов нашего времени:
- 25 раз получал премию «Грэмми»[4].
- Стал одним из музыкантов, фактически определивших популярные стили «чёрной» музыки — ритм-энд-блюз и соул второй половины XX века.
- Имя Уандера увековечено в «Зале славы рок-н-ролла» (1989 год)[12] и «Зале славы композиторов» (1983 год)[13].
- Лауреат Гершвиновской премии[14].
- За свою карьеру он записал более 30 альбомов.

Последний на данный момент студийный альбом «A Time to Love» вышел в 2005 году. Пластинка дебютировала сразу на пятом месте американского поп-чарта. Она получила массу положительных отзывов от критиков, премию «Грэмми» за лучший мужской поп-вокал («From The Bottom Of My Heart») и на лето 2007 года был продан тираж 169 тыс. копий (по данным Nielsen SoundScan). Последний официальный концертный альбом Стиви Уандера вышел в 2008 году, это запись с лондонского концерта на O2 арене. Альбом содержит 27 треков, в основном это песни самого Уандера, также присутствует одна композиция Майлза Дэвиса («All Blues»), одна Чика Кориа («Spain») и попурри на темы песен The Beatles и The Rolling Stones.

## Биография

### Детство
Стиви Уандер родился 13 мая 1950 года в городе Сагино, штат Мичиган, был третьим из шести детей в семье. Когда Стиви было четыре года, его мать оставила своего мужа и переехала вместе со своими детьми в Детройт.
В определённой степени слепота музыканта была вызвана врачебной ошибкой. Стиви был рождён раньше срока, сосуды его глаз ещё не развились правильно, это типичное заболевание недоношенных — ретинопатия. В его инкубатор была подана большая доза кислорода, которая усугубила процесс развития слепоты; главной причиной этот фактор всё же, вероятно, не является. Сам музыкант в интервью CNN говорит, что врачи только позднее нашли закономерность такого влияния кислорода на недоношенных с его заболеванием. Знай они это раньше — он мог бы видеть хоть что-то.
Глупо обижаться на судьбу, глупо ныть, а ещё глупее — жалеть себя. Просто забудь о том, что твои глаза не видят, и живи как все — только намного лучше, намного интереснее.
Слепота не означает отсутствие видения.
...В Гарлеме достаточно людей незрячих. Но никто из них не стал почему-то Стиви Уандером.
Мать старалась держать его дома, боясь, что слепой ребёнок не сможет постоять за себя на улицах города. Она понемногу учила его читать. Причём, по одним данным, делала она это по обычному букварю (благодаря уникальной природной чувствительности пальцев Стиви, который стал различать на ощупь мельчайшие крупицы типографской краски); по другим всё же с помощью шрифта Брайля. Чтобы сыну не было скучно, она стала приносить ему музыкальные инструменты: гармонику, барабаны. В это же время Стиви пел в церковном хоре. Своим первым инструментом он называет пианино. Одним из его кумиров детства был Рэй Чарльз, также лишённый зрения. По словам Стиви, для него, как и для всех незрячих, были очень важны тактильные ощущения, и то, что они сочетаются со звуками, вызывало огромный интерес. У него было пятеро братьев и сестра (один из братьев потом погиб).
Главой семьи музыкант считал мать, о чём говорит в интервью Ларри Кингу:
Мой отец определённо не был главой семьи, нас растила мама. А она работала в рыбной компании до того счастливого момента, когда заметили мой талант. Мне было 9, в 10 мы подписали контракт с Motown и к 11 уже выпустили первую пластинку. 

### «Открытие» Стиви и ранние записи на Motown
Одним из первых известных музыкантов, который услышал маленького Стиви, был Ронни Уайт, из группы The Miracles. Стиви было организовано прослушивание у генерального директора и президента фирмы Motown Берри Горди, который был поражён незаурядной музыкальностью маленького исполнителя, и подписал с одиннадцатилетним мальчиком его первый контракт. Как гласит легенда, Горди сказал после прослушивания: «Ты, парень — настоящее Чудо, я советую тебе взять именно этот псевдоним». Перед подписанием контракта продюсер Motown Кларенс Пол заявил, что «Стиви — восьмое чудо света»! Так появился псевдоним певца — «Чудо-Стиви» или «Стиви Уандер», вернее тогда ещё «маленький Стиви Уандер». В конце 1961 года он делает свои первые записи на Motown — сингл «I Call It Pretty Music, But the Old People Call It the Blues», а в 1962 году выпускает два первых альбома: «The Jazz Soul of Little Stevie» и «Tribute to Uncle Ray», на которых в основном инструментальные композиции с длинными соло на губной гармонике и ударных. Несмотря на поразительную одарённость мальчика, эти первые пластинки особого успеха не имели.

## Музыкальная карьера

### Первые хиты иWhere I’m Coming From: 1963—1971
В возрасте 13 лет Стиви записывает свой первый настоящий хит — Fingertips (Pt. 2), сингл был взят из альбома 1963 года Recorded Live: The 12 Year Old Genius. Песня с участием Стиви в качестве вокалиста и исполнителя на бонгах и губной гармонике, а также юного Марвина Гэя на ударных стала хитом № 1 в американских поп- и
R'n'B чартах и отметила Уандера в общественном сознании.
В 1963 году на прилавках американских магазинов появилась пластинка с бойким названием «Little Stevie Wonder the 12 Year Genius. Recorded Live» («Маленький Чудо-Стиви — 12-летний гений. Концертная запись»). Рекламными трюками и броской рекламой любителя эстрадной музыки не удивить, и никто в то время — ни фирма «Мотаун», выпустившая диск, ни слушатели, ни критики, ни, наверное, сам «двенадцатилетний гений» не могли предположить, что название станет пророческим, что через несколько лет имя музыканта будет известно всему миру, а ровно десятилетием позже он будет записывать пластинки, которые войдут в золотой фонд мирового рока.
В 1964 году Стиви Уандер дебютирует в фильме «Muscle Beach Party» в роли самого себя, в титрах указывают его имя: «маленький Стиви Уандер». Пять месяцев спустя он возвращается на экран в сиквеле «Bikini Beach». Он выступал в обоих фильмах, пел песни «Happy Street» и «Happy Feelin' (Dance and Shout)» соответственно.
Отбросив в середине 60-х годов от своего прозвища приставку «маленький», Стиви Уандер выпускает ряд хитов, таких как «Uptight (Everything’s Alright)», «With a Child’s Heart», а также кавер-версию песни Боба Дилана «Blowin' in the Wind», которая интересна тем, что была одной из первых песен, отражающих общественное сознание Стиви. Также он начинает работать композитором в Motown, сочиняет песни для себя и своих коллег по лейблу, например песня «Tears of a Clown», к которой он написал музыку, стала хитом № 1 в исполнении Смоки Робинсона и группы The Miracles.
В 1968 году Уандер записал альбом инструментальных соул-джазовых композиций, в основном на солирующей гармонике, под псевдонимом (альбом назывался так же) Eivets Rednow, что означает «Stevie Wonder», написанное задом наперед. Альбом прошёл почти незамеченным, единственный сингл «Alfie», достиг лишь 66 места в поп-чартах США и 11 места в чартах США для взрослой аудитории. Тем не менее Стиви удалось выпустить несколько ударных хитов между 1968 и 1970 годами, а именно «My Cherie Amour», «I Was Made to Love Her», «For Once in My Life» и «Signed, Sealed, Delivered I’m Yours». В сентябре 1970 года, в возрасте 20 лет, Уандер женится на Сайрите Райт, бывшем секретаре компании Motown и авторе песен. C разрешения Берри Горди она помогала Стиви в продюсировании его следующего альбома Where I’m Coming From (в переводе с англ. — «Откуда я»). Об этой очень важной в карьере Уандера пластинке необходимо сказать отдельно.
«Where I’m Coming From» - это первая попытка создать цельный качественный R&B-альбом, а не просто собрать под одной обложкой несколько хитов с неизбежным второсортным довеском.
Что касается названия альбома, то незадолго до его выхода, в одном из споров с руководителями Motown, Стиви сказал фразу, замечательную своей двусмысленностью: «Когда мне исполнится 21 год, я собираюсь взять под контроль свою карьеру. Мне кажется, вы меня неважно знаете и плохо представляете, откуда я пришел». После выхода альбома в Motown постепенно начинают это понимать. С выходом в 1971 году альбома Where I’m Coming From все последующие студийные альбомы Стиви Уандера (за исключением саундтреков) носили названия, которые не совпадали с названием ни одной из песен, входящих в эти пластинки. И это особенно подчёркивало их концептуальность. Эта традиция прервалась только в 1995 году с выходом альбома «Conversation Peace», в котором присутствовала одноимённая композиция. 12 апреля 1971 года альбом Where I’m Coming From поступает в продажу. Альбом представляет собой плавный переход от традиционного «сладковатого» саунда Motown к звучанию Стиви Уандера, которым очень скоро будет восхищаться весь мир. В первое время после выхода альбом воспринимается неоднозначно. Его аранжировки в целом традиционны для Motown, пока ещё отсутствуют синтезаторы. Однако есть несколько важных особенностей, отличающих этот альбом от своих предшественников:
Во-первых, Стиви Уандер впервые является полноценным и единственным продюсером собственного альбома, проще говоря, отвечает за его звучание, аранжировку и репертуар. Хотя формально он значился продюсером и на некоторых предыдущих альбомах, но фактически им ещё не был. Так, например, в альбоме 1970 года Signed, Sealed & Delivered ему помогает целая команда мотауновских аранжировщиков: Henry Cosby, Paul Riser, Wade Marcus, Tom Baird, Dave Blumberg, и, строго говоря, это ещё не «звук Стиви Уандера», а бодрое «звучание Motown», рассчитанное на довольно широкую, массовую поп-соул аудиторию, в том числе белую. На Where I’m Coming From звук уже другой: мягкие, нежные аранжировки, с очень интересными находками. В некоторых песнях, например, в «Something Out Of The Blue», используются не совсем типичные для соул-музыки инструменты, такие как гобой, флейта, солирующая скрипка, а также другие струнные инструменты. Опыт первого продюсерства Уандера был в целом успешным. Лучшие песни альбома Where I’m Coming From уже предвещают невероятное продюсерское чутьё Уандера, хотя пока это понимают ещё не все.
Во-вторых, Стиви Уандер впервые является полноценным и единственным автором музыки собственного альбома, все песни он написал сам. На предыдущих пластинках (особенно самых ранних) было довольно много музыки других композиторов, часто довольно посредственной (хотя встречались и песни высокого уровня вроде Sunny Бобби Хебба, The Shadow of Your Smile или We Can Work It Out Джона Леннона и Пола Маккартни). В первые годы карьеры даже к тем песням, которые реально писал сам Уандер, на обложках пластинок добавляли фамилии других известных авторов (чаще всего Мой и Косби), чтобы привлечь покупателей. В лучших композициях альбома уже слышна «фирменная» уандеровская тонкая мелодика и удивительная гармоническая изобретательность. Хотя в целом по материалу альбом ещё неровный, Стиви уверенно заявляет о себе как о полноценном авторе музыки к своим пластинкам, а руководство компании Motown впервые понимает, что он по-настоящему раскрывается в записи и исполнении собственных, а не чужих песен.
В целом современники отнеслись к альбому тепло, но спокойно, и хитом он не стал. В наши дни, несмотря на вышеупомянутую «переходность», альбом заслуженно считается классикой соул-музыки. В настоящее время как минимум на три из девяти песен этой пластинки («Do Yourself A Favor», «If You Really Love Me» и «Never Dreamed You’d Leave In Summer», особенно популярна последняя) существуют кавер-версии других музыкантов, в том числе всемирно известных, таких как например Фил Коллинз, Ocean Colour Scene и другие.
13 мая 1971 года — в свой 21-й день рождения — Стиви Уандер разрывает истекший первый контракт с Motown и получает свой первый заработанный миллион долларов.

### Концептуальные альбомы и пик успеха: 1972—1976
После разрыва контракта со Стиви Уандером глава Motown Берри Горди понял, что он потерял самую большую звезду своего лейбла, если не сказать больше. И тут же начал переговоры о возвращении Уандера в Motown. Результатом переговоров стал новый 120-страничный контракт, благодаря которому Стиви Уандер получал полный творческий контроль над всем процессом производства будущих записей и права на собственные песни.
...Настоящий перелом в его творчестве произошёл в начале семидесятых годов, когда в 21 год он получил все заработанные им деньги и смог перейти от выпуска синглов к записи концептуальных альбомов. Первыми пластинками «нового Стиви Уандера» стали «Music Of My Mind» («Музыка моих мыслей») и «Talking Book» («Говорящая книга») (обе — 1972 г.), не похожие практически ни на что из того, что он делал раньше, хотя основные линии развития были намечены в предыдущем диске «Where I'm Coming From» («Откуда я» — 1971 г.). С. Уандер смог полностью сохранить красоту своих мелодий, отказавшись при этом от обычной сентиментальности «Мотауна» и сблизившись с творчеством таких музыкантов, как Слай Стоун, Кертис Мейфилд, Джими Хендрикс. Тем самым он сделал решительный шаг в сторону рока, с его большей честностью, принципиальностью и бескомпромиссностью.
К 1972 году в рок-музыке уже существовали концептуальные альбомы, были выпущены и Pet Sounds группы The Beach Boys и Sgt. Pepper’s Lonely Hearts Club Band «Битлз». А вот в соул-музыке это пока решился сделать лишь старший товарищ и коллега по лейблу Уандера Марвин Гэй, который выпустил в 1971 году свой классический альбом What’s Going On. Стиви решил не отставать. Идея создавать полноценные концептуальные альбомы витала в его голове уже давно, однако из-за юридических ограничений первого контракта он не мог этого сделать. А после заключения нового этому уже ничто не мешало. В марте 1972 года Стиви Уандер возвращается на Motown с новым концептуальным альбомом Music Of My Mind, открывающим целую серию, которую принято относить к так называемому «классическому периоду» Стиви Уандера.

### Music Of My Mind (1972)
Альбом Music Of My Mind (в переводе с англ. — «Музыка моих мыслей») был выпущен 3 марта 1972 года, продюсером пластинки вновь стал сам Стиви Уандер. Многие меломаны и критики считают этот альбом началом так называемого «классического периода» Стиви Уандера, хотя некоторые другие ведут этот отсчёт с предыдущей или следующей пластинки. Первый концептуальный альбом «нового» Стиви Уандера резко отличался от всего того, что было записано им по первому контракту с Мотаун. Большинство пластинок других исполнителей с Motown (в том числе и «раннего» Стиви Уандера) обычно состояли из коллекции синглов, би-сайдов и кавер-версий известных песен других исполнителей, никак не связанных между собой и не превышавших 2-3 минут. Здесь всё было ровно наоборот: би-сайды и каверы отсутствуют, многие композиции длинные (длительность по 6-7-8 минут), тесно связаны между собой музыкально и текстуально. Некоторые композиции, например «Superwoman» или «Happier Than The Morning Sun», сложны по форме — двухчастные с разным темпом частей, что сближает их с академической музыкой. Music Of My Mind был полноценным художественным заявлением артиста.
...«Music of My Mind» отражал оригинальный взгляд Уандера на музыку вообще и на ритм-н-блюз в частности, границы которого он расширял каждым своим релизом, обогащая его новаторским использованием синтезаторов и введением новых тем - социальных, расовых и духовных.
В текстах песен, которые Уандер написал сам, кроме традиционных романтических тем, рассматриваются социальные, политические и мистические. В музыке Стиви начал использовать новые технологии звукозаписи: дублирование и наложение голосов, инструментальных партий и бэк-вокала. Это позволило ему записать альбом фактически в одиночку — он сам поёт все вокальные партии, создавая целую палитру полифонического бэк-вокала, играет на всех инструментах (за исключением соло на тромбоне Art Baron в Love Having You Around и гитарного соло Buzzy Feiton в Superwoman). Впервые синтезатор становится полноценным участником записи, до этого альбома синтезаторы почти не использовались в музыке темнокожих. Альбом Music Of My Mind ознаменовал начало длительного сотрудничества Стиви Уандера с Malcolm Cecil и Robert Margouleff из английского электронного музыкального дуэта. В 2003 году альбом вошёл в список 500 величайших альбомов всех времён по версии журнала Rolling Stone, где он занимает 284 место. В настоящее время на все песни этой пластинки (за исключением «Sweet Little Girl») существуют кавер-версии других музыкантов (например кавер-версию «Evil» исполняли музыканты из СНГ), в том числе всемирно известных, таких как Куинси Джонс, Джордж Дюк, Lionel Hampton, The Main Ingredient и другие.

### Talking Book (1972)
27 октября 1972 года выходит альбом Talking Book (в переводе с англ. — «Говорящая книга»), пластинку продюсирует, по уже сложившейся традиции, сам Стиви Уандер. Все песни он пишет сам, а также поёт и играет на многих музыкальных инструментах. Альбом производит настоящий фурор, восторженно принимается слушателями и музыкальными критиками. Никогда ранее Уандеру не удавалось создать столь цельную пластинку, целиком состоящую из хитов. Talking Book — первый альбом в карьере Уандера, на все песни которого были выпущены кавер-версии других музыкантов. Супербестселлерами стали две песни с Talking Book — «You Are The Sunshine Of My Life» и «Superstition», которая сейчас является классикой фанк-музыки и одним из самых самобытных и известных примеров звука Clavinet Hohner. Несмотря на свою формальную принадлежность скорее к фанку, Superstition обладает неким духом рок-музыки, что позволило получить Уандеру дополнительную аудиторию на радиостанциях роковой направленности. Во время выпуска альбома Стиви Уандер начал гастролировать со знаменитой английской рок-группой Rolling Stones, и это также повлияло на успех «You Are The Sunshine Of My Life» и «Superstition», в том числе у белой аудитории.
...Расставание с женой далось Стиви Уандеру нелегко. Этой теме была посвящена большая часть его новых песен, объединённых на пластинке «Talking Book» (конец 1972 года). Один из сильнейших образцов в жанре ритм-н-блюза, этот диск превратил Уандера в суперзвезду. Зрелый музыкант и утонченный композитор, Уандер наполнил саунд космическими и футуристическими пейзажами, которые виртуозно создавал с помощью синтезаторов, не ограничивая себя рамками одного жанра. Его имя снова появилось на вершинах чартов, благодаря зажигательной классике фанка «Superstition» и мягкой, укутанной в джазовые гармонии балладе «You Are the Sunshine of My Life» (вскоре она станет поп-стандартом).
За две песни с Talking Book Уандер получил три премии «Грэмми». В эпизоде популярного детского телешоу «Улица Сезам», вышедшем в эфир в апреле 1973 года, Уандер и его группа исполняли «Superstition», а также оригинальную песню «Улица Сезам», которую Уандер пел с новым на тот момент вокальным процессором под названием «Talk Box». Альбом Talking Book завоевал три премии «Грэмми» (это были первые награды в его карьере) и в 2003 году вошёл в список 500 величайших альбомов всех времён по версии журнала Rolling Stone, где занял 90 место. В настоящее время на все песни с этой пластинки существуют многочисленные кавер-версии других музыкантов, в том числе всемирно известных, таких как Рэй Чарльз, Фрэнк Синатра, Куинси Джонс, Херби Хэнкок, Джордж Майкл, Лайза Миннелли, Джо Пасс, Элла Фицджеральд, Стефан Граппелли, Том Джонс, Стиви Рэй Воэн, Фил Коллинз и многие другие.

### Innervisions (1973)
3 августа 1973 года Уандер выпускает ещё один альбом, совершенно феноменальный по своему художественному уровню. Пластинка называется Innervisions (в переводе с англ. — «Внутренние видения»), продюсирует её Стиви Уандер, все песни он пишет сам, а также поёт и играет на большинстве музыкальных инструментов. Альбом содержит синглы «Higher Ground» (4 место в поп-чартах) и «Living For The City» (8 место в поп-чартах). Обе песни достигли первой позиции в R'n'B-чартах. Также пользуются большой популярностью баллады «Golden Lady» и «All in Love Is Fair». Альбом Innervisions представляет собой целый калейдоскоп настроений, социальной озабоченности, рефлексии, великолепных мелодий, блестящего исполнительского и композиторского мастерства автора. Впервые в своей карьере Уандер использует в музыке посторонние звуки; так, например, в композиции «Living For The City» слышен шум проезжающих машин, вой полицейской сирены, переговоры полицейских с задержанными людьми, защёлкивание наручников и лязг тюремных дверей. Пластинка звучит очень цельно, слабых или проходных композиций в ней просто нет. После выхода Innervisions Стиви Уандер стал самым влиятельным и известным чёрным музыкантом начала 1970-х годов. За Innervisions Уандер получил три премии «Грэмми», впервые в карьере его альбом был назван «альбомом года». С годами популярность этой пластинки только росла, в 2003 году альбом занял 23 место в списке 500 величайших альбомов всех времён по версии журнала Rolling Stone. В настоящее время на все песни с этой пластинки существуют многочисленные кавер-версии других музыкантов, в том числе всемирно известных, таких как Рэй Чарльз, Ян Гиллан, Тина Тёрнер, Барбра Стрейзанд, Эрик Клэптон, Red Hot Chili Peppers, Маркус Миллер, Бонни Тайлер, Take 6, Lionel Hampton и многие другие.
...Как ни удивительно, но его следующий альбом «Innervisions» (1973) произвёл ещё больший эффект. Он возглавил рейтинг «чёрных» альбомов и стал #4 в поп-чарте. Эта концептуальная запись, посвященная состоянию современного общества, остаётся одним из наиболее удачных образцов социально озабоченного ритм-н-блюза. Хроника жизни в гетто «Living for the City» и образец глубокого психологического самоанализа «Higher Ground» возглавили R&B-чарт. А на церемонии Grammy в начале 1974 года «Innervisions» был назван альбомом года (и принёс Уандеру ещё три премии — за лучший поп и R&B-вокал и за лучший R&B-трек).
...Подлинным шедевром музыканта стал следующий диск — «Innervisions» («Внутренние видения» — 1973 г.). До сих пор критика считает пластинку высшим достижением Уандера; в супер-хит-параде журнала «Роллинг стоун» (лучшие 100 пластинок рок-музыки за последние двадцать лет) альбом занимает 37-е место. Уандер сам играет на всех инструментах, сам является продюсером (ранее успешно выступив в этой роли при записи нескольких песен группы «Спиннерз»). На «Внутренних видениях» невозможно найти слабые места — пластинка создана безупречно.

### Fulfillingness' First Finale (1974)
22 июля 1974 года выходит альбом Fulfillingness' First Finale (в переводе с англ. — «Первая стадия наполнения»), пластинку продюсирует Стиви Уандер. Как и всегда, все песни он пишет сам, а также поёт и играет на многих музыкальных инструментах. По мнению критиков и слушателей, Fulfillingness' First Finale — одно из самых глубоких произведений Уандера. Все прошлые достижения (тонкий мелодизм, блистательные, сложные и изысканные аранжировки, социальный посыл) по-прежнему на месте, однако пластинка получается более сдержанной и самоуглублённой, чем Innervisions. Возможно, на это повлияла автокатастрофа, в которую Стиви Уандер попал перед записью альбома, стоившая ему нескольких дней пребывания в коме. В музыке и текстах песен много личных переживаний и самоанализа, вплоть до мыслей о смерти. Этот альбом — возможно, самая интровертная запись певца, что было не типично для ярко выраженного экстраверта Уандера. За Fulfillingness' First Finale он получил четыре премии «Грэмми», его альбом вновь был назван «альбомом года».

## Музыка Стиви Уандера
Песни Стиви Уандера известны тем, что их довольно трудно петь. Благодаря великолепно развитому чувству гармонии, Уандер любит использовать в своих композициях множество сложных аккордов, часто с неаккордовыми звуками, септаккорды, нонаккорды, аккорды с пониженной квинтой и т. д. Уандер нередко использует секвенции, чаще восходящие (например, припев «Golden Lady»), но встречаются и нисходящие («Never In Your Sun»). Многие из его мелодий делают резкие, непредсказуемые изменения. Трудность их исполнения в том, что в них широко используются мелизмы, а это означает, что слог поется в течение нескольких нот. Также многие его песни написаны в нетипичных для популярной музыки тональностях, которые чаще встречаются в джазе, чем в поп- и рок-музыке. Например, такие известные композиции, как «Superstition», «Higher Ground» и «I Wish» написаны в ми-бемоль миноре, а «You And I» в Соль-бемоль мажоре. Нередко встречаются модуляции в другие тональности, зачастую довольно далёкие от первоначальной. Так например в знаменитой песне «Living For The City» происходит модуляция из основной тональности Соль-бемоль мажор в Соль мажор. Кроме того, довольно часто композиции Уандера начинаются и оканчиваются в одной тональности, но имеют очень сложный тональный план внутри. Яркий тому пример — песня «Overjoyed». Довольно редким примером использования целотонной гаммы в музыке Уандера является вступление к песне «You Are The Sunshine Of My Life» (первые восемь тактов).

### Кавер-версии и композиции для других исполнителей
| Исполнитель  | Произведение | Кавер-исполнитель | Кавер-произведение |
| ------------ | ------------ | ----------------- | ------------------ |
| Стиви Уандер | Ebony Eyes   | Весёлые ребята    | Школьная пора      |

### Концертная деятельность
Стиви Уандер решил вернуться к активной концертной деятельности после 20-летнего перерыва и начал своё американское турне 23 августа 2007 года концертом в Сан-Диего. Турне «A Wonder Summer’s Night», прошло в 13 городах США, завершилось в Бостоне 20 сентября и имело успех. Стиви Уандер был главной звездой и почетным гостем фестиваля «Новая волна» в Юрмале (Латвия) в 2007 году.
В 2008 году 58-летний Уандер отыграл двухчасовой сольный концерт из 27 композиций на площадке O2 арена в Лондоне. Это выступление в 2009 году вышло на DVD и Blu-ray дисках и стало его первым официально выпущенным видео.
В 2010 году 60-летний Стиви Уандер был хедлайнером и главной звездой на фестивале Гластонбери в Англии, где отыграл полуторачасовой концерт из 20 песен. Его слушали около 140 тысяч человек.

## Награды и признание

### Премии «Грэмми»
Стиви Уандер находится на втором месте среди музыкантов эстрадного направления по количеству полученных им премий «Грэмми»: он получал их 25 раз, в том числе «Грэмми» за жизненные достижения. Больше него получил только его друг и коллега Куинси Джонс, который становился обладателем этой премии 27 раз. Уандер является одним из немногих исполнителей (наряду с Фрэнком Синатрой и Полом Саймоном), которые награждались одной из самых престижных премий «Грэмми» в номинации «Альбом года» наибольшее число раз, а также единственным в мире музыкантом, получившим «Альбом года» три раза подряд за свои альбомы Innervisions (1973), Fulfillingness' First Finale (1974) и Songs In The Key Of Life (1976).
| Год  | Категория | Номинант                          |
| ---- | --- | --------------------------------- |
| 1973 | Лучшая R&B песня                                                                                                 | «Superstition»                    |
| 1973 | Лучшее мужское вокальное R&B исполнение                                                                          | «Superstition»                    |
| 1973 | Лучшее мужское вокальное поп-исполнение                                                                          | «You are the Sunshine of My Life» |
| 1973 | Лучший альбом года                                                                                               | Innervisions                      |
| 1973 | Лучший продюсер года, не классический*                                                                           | Innervisions                      |
| 1974 | Лучшая R&B песня                                                                                                 | «Living for the City»             |
| 1974 | Лучшее мужское вокальное R&B исполнение                                                                          | «Boogie On Reggae Woman»          |
| 1974 | Лучшее мужское вокальное поп-исполнение                                                                          | Fulfillingness' First Finale      |
| 1974 | Лучший альбом года                                                                                               | Fulfillingness' First Finale      |
| 1974 | Лучший продюсер года, не классический*                                                                           | Fulfillingness' First Finale      |
| 1976 | Лучшее мужское вокальное R&B исполнение                                                                          | «I Wish»                          |
| 1976 | Лучшее мужское вокальное поп-исполнение                                                                          | Songs in the Key of Life          |
| 1976 | Лучший продюсер года, не классический*                                                                           | Songs in the Key of Life          |
| 1976 | Лучший альбом года                                                                                               | Songs in the Key of Life          |
| 1985 | Лучшее мужское вокальное R&B исполнение                                                                          | In Square Circle                  |
| 1986 | Лучшее вокальное поп-исполнение дуэтом или группой (также награждены Дайон Уорвик, Элтон Джон и Глэдис Найт)     | «That’s What Friends Are For»     |
| 1995 | Лучшая R&B песня                                                                                                 | «For Your Love»                   |
| 1995 | Лучшее мужское вокальное R&B исполнение                                                                          | «For Your Love»                   |
| 1996 | «Грэмми» за жизненные достижения                                                                                 | Стиви Уандер                      |
| 1998 | Лучшая инструментальная аранжировка в сопровождении вокалиста(ов) (также награждены Херби Хэнкок и Robert Sadin) | «St. Louis Blues»                 |
| 1998 | Лучшее мужское вокальное R&B исполнение                                                                          | «St. Louis Blues»                 |
| 2002 | Лучшее вокальное R&B исполнение дуэтом или группой (совместная награда Уандера и Take 6)                         | «Love’s in Need of Love Today»    |
| 2005 | Лучшее мужское вокальное поп-исполнение                                                                          | «From the Bottom of My Heart»     |
| 2005 | Лучшее вокальное R&B исполнение дуэтом или группой (совместная награда Уандера и Бейонсе)                        | «So Amazing»                      |
| 2006 | Лучшее совместное вокальное поп-исполнение (совместная награда Уандера и Тони Беннетта)                          | «For Once In My Life»             |

- В период с 1965 по 1980 год в номинациях «Запись года» и «Альбом года» артист, являющийся одновременно продюсером собственной записи или альбома, получал одну премию «Грэмми» как артист и дополнительную премию как продюсер.

### Другие награды и признание
- 1983: Включён в зал славы композиторов[13]
- 1984: Получил премию «Оскар» за лучшую песню «I Just Called To Say I Love You» из фильма «Женщина в красном»[31]
- 1989: Включён в Зал славы рок-н-ролла[32]
- 1996: Получил премию «Грэмми» «За жизненные достижения»
- 1999: Получил Polar Music Prize (Швеция)[33] и награду Центра Кеннеди[34]
- 2002: Получил награду имени Джорджа и Айры Гершвинов Калифорнийского университета. В том же году получил приз Сэмми Кана, присуждаемый композиторам, включенным в Зал славы.
- 2004: Получил награду Billboard Century Award. Также в 2004 году журнал Rolling Stone поставил Уандера на 15 место в списке «100 величайших артистов рок-н-ролла всех времен».
- 2006: Одним из первых был включен в Мичиганскую аллею Славы. В том же году Уандер получил премию «За жизненные достижения» от Американского национального музея гражданских свобод за вклад в борьбу за соблюдение прав человека[35].
- 2008: Занял пятую строчку в списке «100 лучших артистов всех времён» журнала «Билборд», что делает его третьим самым успешным певцом (после Элвиса Пресли и Майкла Джексона) в истории чарта «горячая сотня Биллборд».
- 2009: Лауреат второй премии Гершвина[36] (вручается авторам популярных песен)
- 2009: Лауреат премии Международного Монреальского джазового фестиваля. Эта специальная бронзовая награда подчеркивает выдающийся вклад популярного артиста в мир музыки.
- 2009: Объявлен посланником мира Организации Объединённых Наций[10][37]
- 2010: «Орден Искусств и литературы» от Министерства культуры Франции[33][38]

## Дискография
Дискография Стиви Уандера включает в себя 23 студийных альбома, три саундтрека, четыре концертных альбома, 10 сборников, один бокс-сет и 98 синглов. Четыре альбома входят в список «500 величайших альбомов всех времён» по версии журнала Rolling Stone, а именно: Innervisions (1973, 23 место), Songs in the Key of Life (1976, 56 место), Talking Book (1972, 90 место) и Music of My Mind (1972, 284 место).

## Дополнительные факты
- Стиви Уандер получил звезду на аллее славы в Голливуде за достижения и вклад в области музыки.
- Имя «Стиви Уандер» в англоязычных странах стало нарицательным для обозначения слепых[40].

 

Твой волшебный мир, чистый, как алмаз; чтоб увидеть всё, не хватает глаз.

И любой из нас входит в город твой, преклонив главу перед красотой

В сказочных цветах, в небе голубом, в дивных облаках твой волшебный дом.

И, не глядя вниз с высоты своей, ты жестокий мир сделал чуть добрей

Ты, наверно, прав: чтобы просто петь, лучше бы вокруг вовсе не смотреть

И, закрыв глаза, свято верить в миф — в то, что мир людской сказочно красив.
- Советско-российская рок-группа «Машина времени» посвятила Стиви Уандеру песню. В альбоме «Это было так давно...», записанном в 1978, а выпущенном в 1992 году, есть композиция «Посвящение Стиву Уандеру» на стихи Андрея Макаревича[41].
- Советский ВИА «Весёлые ребята» в 1979 году выпустил альбом «Музыкальный глобус», в котором присутствовала композиция «Школьная пора» с русским текстом В. Харитонова. В оригинале это песня Стиви Уандера «Ebony Eyes» из альбома Songs in the Key of Life 1976 года[42].
- В 1974 году в альбоме Stevie Wonder Presents Syreeta выходит песня Уандера «Cause We’ve Ended As Lovers» (в переводе с англ. — «Потому что мы больше не любовники») в исполнении его уже бывшей супруги Сайриты Райт. Песня интересна тем, что это одна из самых сильных вещей Уандера, никогда не исполнявшаяся им самим. В 1975 году инструментальная версия этой композиции выходит в сольном альбоме британского гитариста Джеффа Бэка Blow by Blow в совершенно другой, роковой аранжировке. «Cause We’ve Ended As Lovers» становится едва ли не главным его хитом и приносит музыканту международную известность.
- В 1998 году британский поп-певец Джордж Майкл записал совместно с Мэри Джей Блайдж свою версию песни «As» и снял видеоклип на неё[43]. В оригинале это песня Стиви Уандера из альбома Songs in the Key of Life 1976 года.
- В 1999 году американский актёр и исполнитель хип-хопа Уилл Смит записал песню «Wild Wild West» и снял видеоклип на неё (в котором снимался и сам Стиви Уандер)[44]. В оригинале это песня Стиви Уандера «I Wish» из альбома Songs in the Key of Life 1976 года.
- В песне «Isn’t She Lovely» из альбома Songs in the Key of Life 1976 года слышен плач дочери Уандера Аиши Моррис, которой на момент записи альбома был всего год (кстати, в самой песне поётся именно о ней, что можно понять по последнему куплету). Впоследствии Аиша Моррис стала певицей, в настоящее время выступает с отцом в качестве соло- и бэк-вокалистки.
- Уандер участвовал в кампании социальной рекламы против пьянства за рулём. Он был изображён на плакате, говорящий: «Лучше я поведу сам, чем поеду с пьяным водителем!» В альбоме 1984 года The Woman in Red есть песня «Don’t Drive Drunk» (в переводе с англ. — «Не пей за рулём»)
- В марте 2002 года на президентском гала-концерте в театре Форда президент США Джордж Буш, сидевший в первом ряду, встретил слепого музыканта приветливым взмахом руки. Американская общественность подняла президента на смех. Музыкант не отреагировал[15].
- Бывший президент США Барак Обама является давним поклонником музыки Стиви Уандера[45].
- Во время участия в мероприятии в поддержку Барака Обамы Мишель Обама вызвалась проводить музыканта на подиум для выступлений, однако они оступились на входе, и у Мишель не хватило сил поднять Стиви. Его реакция тут же сгладила всё неудобство ситуации, он сказал: «Поднимаясь, я так засмотрелся на будущую Первую Леди, что не заметил ступеньки» («I was so busy looking at the next First Lady», Wonder told the crowd, «that I lost my way»)[15][46].
- Большую часть средств от концертов Уандер направляет на благотворительность[47].
- Стиви Уандер известен как редкостный плейбой. Ему стоило лишь взять пару аккордов, чтобы самые неприступные дамы ослабляли оборону. Его первая жена ушла от него именно из-за этой его «способности». С тех времён донжуанский список Стиви Уандера постоянно пополняется[48].
- В 2006 году британская дэткор-группа Bring Me The Horizon записала альбом под названием Count Your Blessings. Один из синглов называется For Stevie Wonder’s Eyes Only[49].
- В 2009 году телекомпания Петербург — Пятый канал показала фильм из цикла «История рока» о записи знаменитого альбома Стиви Уандера Songs in the Key of Life, это первый фильм о Стиви Уандере на русском языке. В фильм также вошло вступительное интервью Сергея Чигракова[18].
- Уандер писал музыку к фильмам три раза. Это музыка к документальному фильму The Secret Life Of Plants, так и не попавшему на «большой экран» (двойной альбом Journey Through The Secret Life Of Plants, 1979), а также музыка к фильмам Женщина в красном (1984) и Тропическая лихорадка (1991).
- Стиви Уандер играет на хроматической губной гармонике.
- Стиви Уандер известен своими пацифистскими взглядами. В одном из интервью он отметил, что «всегда был против войны, любой войны, где угодно»[50].
- Улицу Милуоки авеню в Детройте переименовали в честь Стиви Уандера. На этой улице прошло детство певца[51].